# Брюс, Уильям (архитектор)
Сэр Уильям Брюс Кинросский, 1-й Баронет (англ. Sir William Bruce of Kinross, 1st Baronet (1630 — 1 января 1710) — шотландский архитектор, один из основателей шотландского палладианства. По словам современников он явился «настоящим основателем классической архитектуры в Шотландии». Его нередко сравнивают с такими именитыми архитекторами, как Иниго Джонс и Кристофер Рен.
О детстве и юности архитектора сохранилось мало сведений, также как и записей о точной дате его рождения. Жил в Роттердаме, где занимался купеческой деятельностью. Принимал активное участие в Реставрации дома Стюартов и Карла II в 1659 году. За преданность королю был назначен на должность «королевского архитектора» (англ. Surveyor General of the King's Works in Scotland). Его покровителем был Джон Майтланд, герцог Лаудердэль (англ. John Maitland, 1st Duke of Lauderdale), один из самых влиятельных вельмож Шотландии того времени. Под его покровительством Брюс стал членом парламента, а вскоре и Тайного совета англ. Privy Council of Scotland при короле Шотландии.
Несмотря на отсутствие профессиональной компетенции и знаний, Брюс стал одним из наиболее известных шотландских архитекторов своего времени. Он работал с опытными каменщиками и профессиональными строителями. Начиная с 1660 года он построил и отреставрировал несколько особняков, включая Замок Терлестан, принадлежавший герцогу Лаудердэлю, а также поместье Хоптон. Среди наиболее выдающихся его работ замок Кинросс, построенный Брюсом в 1675 году на озере Лох-Ливен.
После смерти Карла II, Брюс лишился политического влияния, а позднее по указу Вильгельма III Оранского и королевы Марии был арестован по обвинению в якобизме. Тем не менее, он продолжал заниматься архитектурой, в том числе работал по заказу сторонников якобитов.

## Работы
- Южный почти симметричный фасад Бэлкаски с итальянскими террасами.
- Переделанный Брюсом основной фасад замка Терлестан.
- Передний вход Холирудхауса.